# Heinz Freudenthal
Pour les articles homonymes, voir Freudenthal.
Heinz Freudenthal (né le 25 avril 1905 à Dantzig, mort le 29 mai 1999 à Munich), était un altiste et chef d'orchestre suédois d'origine allemande.
Fils du grand-rabbin de Nuremberg, il fait ses études à l'École supérieure de musique de Wurtzbourg, dont il sort diplômé en 1927. De 1927 à 1928, il est altiste à l'orchestre de Meiningen, et de 1928 à 1936 à l'orchestre symphonique de Göteborg.
En 1936, il devient chef d'orchestre de l'orchestre symphonique de Norrköping (en), poste qu'il occupe jusqu'en 1953. De 1954 à 1961, il dirige l'orchestre symphonique de la Radio d'Israël.
De 1961 à 1973, il dirige des écoles de musique, à Karlstadt puis à Kristiansand. À partir de 1985, il vit à Munich.
Parmi les enregistrements qu'il a laissés, citons le Service du samedi à la synagogue de Nuremberg de Louis Lewandowski, enregistré en 1982 avec le Chœur Hans Sachs de Nuremberg.
C'est le père du peintre Peter Freudenthal et du pianiste et compositeur Otto Freudenthal (sv).